# Тоб, Сем
Сем Тоб Бен Исак ибн Ардутиэль известный также, как рабби Шем-Тоб де Каррион (Дон Санто де Каррион де лос Кондес, Сантоб де Каррион) (ивр. שם טוב בן יצחק אבן ארדוטיאל ‎; около 1290 — 1369) — испанский поэт еврейского происхождения сефардско-испанской эпохи.

## Биография
Родился в кастильском городе Каррион-де-лос-Кондес, пользовался особым покровительством королей Кастилии Альфонса XI и его сына Педро I.
Шем-Тоб де Каррион — древнейший известный еврейский поэт, писавший на испанском языке. Считается родоначальником афористической литературы, тонким лириком с элементами божественной иронии .
Около 1360 г. закончил «Consejos у documentos del Rabbi Don Santo al Ley D. Pedro», или «Proverbios Morales», посвященное дону Педро I. Оно сохранилось в двух рукописях, в Эcкypиaле и Национальной библиотеке Испании в Мадриде. По последней было издано Дж. Тикнором в 3-м томе его «History of Spanish Literature» («Истории испанской литературы»), а по первой было издано в 58-м томе «Biblioteca de autores españoles» (Мадрид, 1864. стр. 331—372), под заглавием «Proverbios Morales del Rabbi Don Sem Tob» (отрывки изданы в немецком переводе Кайзерлингом в «Sephardim» и Й. Файстенратом «Immortellen aus Toledo», Лейпциг, 1869). Его «Советы королю Педро I» напечатаны в одном из томов «Библиотеки испанских авторов» среди произведений XIV века.
Сочинение Шем-Тоба де Карриона представляет сборник частью оригинальных, частью заимствованных притчей служили, кроме Книги притчей Соломоновых, Пиркей авот, Талмуд и Мидраш, сборники притч в арабско-испанскую эпоху, такие как «Mibchar ha-Peninim» Соломона ибн-Габироля, «Musare ha-Philosophim» (מוסרי הפלוסופים) сирийско-христианского писателя Хонейна ибн-Исхака.
Его стихи послужили вдохновением для И. Лопеса де Мендоса. Илья Эренбург в 1927-м году перевёл два отрывка из произведений испанского поэта, когда жил в Испании, для своего сборника статей «Белый уголь или слёзы Вертера».

## Память
- Имя поэта носят колледж и улица в его родном городе Каррион-де-лос-Кондес (с 1993). В городе Паленсия названа площадь Рабби Сема Тоба.